# Christiane Feichtmeier
Christiane Feichtmeier, vormals Kern (* 3. Februar 1973 in Laufen) ist eine deutsche Politikerin (SPD). Sie ist seit 2023 Abgeordnete des Bayerischen Landtages.

## Leben
Feichtmeier wurde als Tochter eines Polizeibeamten im Berchtesgadener Land geboren und wuchs im Rupertiwinkel auf. Nach dem Besuch einer Realschule absolvierte sie ab 1990 eine Ausbildung zur Polizistin in Eichstätt und Dachau. Sie lebte zunächst in München, zog später nach Tutzing und war bis 2023 als Polizeibeamtin bei verschiedenen Dienststellen der Bayerischen Polizei tätig, zuletzt als Kriminalhauptkommissarin bei der Kriminalpolizei München mit Freistellung als Personalrätin beim Bayerischen Staatsministerium des Innern, für Sport und Integration.

## Politischer Werdegang
Feichtmeier trat 2013 in die SPD ein. Sie ist Vorsitzende des SPD-Kreisverbands Starnberg. Bei der Kommunalwahl 2014 wurde sie in den Bezirksausschuss Untergiesing-Harlaching gewählt.
Zur Landtagswahl 2018 kandidierte Feichtmeier erstmals für das Direktmandat im Stimmkreis Starnberg. Sie erreichte mit 8,1 Prozent der Erststimmen den fünften Platz, verpasste jedoch den Einzug in das Parlament. Bei der Landtagswahl 2023 kandidierte sie wieder für das Direktmandat im Stimmkreis Starnberg. Sie erreichte mit 8,2 Prozent der Erststimmen wiederum den fünften Platz und zog über die Wahlkreisliste Oberbayern in den Bayerischen Landtag ein.

## Ehrenämter und Mitgliedschaften
Feichtmeier ist Mitglied der Gewerkschaft der Polizei (GdP), Vorsitzende der Landesfrauengruppe der GdP Bayern und Mitglied des geschäftsführenden GdP-Bundesfrauenvorstandes. Sie ist Mitglied der IPA, des Münchner Sicherheitsforums und des Weißen Rings. Des Weiteren ist sie Vorstandsmitglied des DGB-Bezirksfrauenausschusses Bayern und Vorsitzende des DGB-Regionsfrauenausschusses München. Neben ihrer Mitgliedschaft in der Stadtratskommission für Gleichstellung von Frauen der Landeshauptstadt München ist sie Delegierte im gesundheitspolitischen Ausschuss des Bayerischen Landesfrauenrates und engagiert sich im Chor und Frauenchor der Polizei München.